# Острів Лазаретто
Острів Лазаретто (раніше відомий як острів Святого Дмитрія) — нежилий острів, розташований за 2,5 морські милі на північний схід від узбережжя острова Керкіра (Корфу) і займає площу 7 гектарів.

## Назва острова
Щодо назви острова є два джерела її погодження. Так, на острові розташовувався карантин, та він неодноразово використовувався як військовий лазарет росіян, французів та англійців. За окремою інформацією він використовувався як лепрозорій.
Інша думка щодо назви острова пов'язана з тим, що це було найменування всіх подібних островів в Середземномор'ї, які використовувались як карантинні. Перший такий карантин на острові було запроваджено на маленькому острові під назвою Назаретум (на острівці знаходилась церква Санта-Марія-ді-Назарет) напроти Венеції у 1413 році. Там була створена створена лікарня, для заражених чумою, діяльність якої спрямовувалась на обмеження поширення хвороби. Назва Nazaretum, з часом перетворилась у Лазаретто. Отже всі такі острова, пов'язані з венеційцями з часом почали називатись «Лазаретто», зокрема на Ітаці та на Закінфі.

## Використання острова
За часів венеційського правління на початку XVI століття на острові був побудований монастир, а пізніше там був створений лепрозорій. Як зазначалось острів використовувався як карантин для екіпажів та пасажирів кораблів, які побували в інших країнах, де виявлялася чума чи інші інфекційні захворювання. Кораблі перебували на острові не менше 40 днів. Якщо за цей період не було виявлено ознак хвороби корабель отримував право ввійти в порт міста Керкіра. На Керкірі було три посадові особи, відповідальні за питання охорони здоров'я, які мали титул «Pronoitwn of Ygeionomeioy» (з грец. той що передбачає здоров'я), двох з них обирала міська рада, а третього — голова місцевої клініки «Loimokathartirioy», призначений органами охорони здоров'я Венеції. Вони спільно з солдатами та священниками працювали на острові.
У 1798 р. під час французької окупації острів захопив російсько-турецький флот, який використовував його як військовий госпіталь. Під час британської окупації в 1814 році після реконструкції знову було відкрито лепрозорій. Після об'єднання Іонічних островів з Грецією з 1864 року острів періодично також використовувався як лепрозорій.
Під час Другої світової війни Лазаретто було перетворено в концтабір для в'язнів грецького руху опору. Він став місцем тортур та страт. Під час грецької громадянської війни (в період 1946—1954 років) в Лазаретто, за підрахунками, було страчено понад 118 в'язнів, що перебувають у тюрмах Керкіри. Більшість з них були політв'язнями, комуністами та їх тіла були поховані в масових безіменних могилах.

## Будівлі
На острові є залишки будівель майже всіх історичних етапів острова. Збережена церква, що має особливий історичний та архітектурний інтерес без даху, двоповерхова будівля з цегли, яка використовувалась як штаб італійських військ, стіни лепрозорію, що використовувалась для страт, мармурові хрести, які замінили дерев'яні як меморіал страченим на острові.
Лазаретто оголошено історичним місцем, де відбуваються меморіали та події примирення.